# Hierodula saussurei
Hierodula saussurei är en bönsyrseart som beskrevs av Kirby 1904. Hierodula saussurei ingår i släktet Hierodula och familjen Mantidae. Inga underarter finns listade i Catalogue of Life.